# Hadizatou Mani

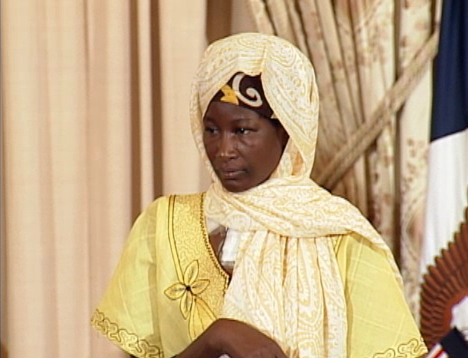
Hadizatou Mani när hon besökte utrikesminister Hillary Clinton och First Lady Michelle Obama 2009.

Hadizatou Mani, född 1984 i Niger, är en nigerisk människorättsaktivist, som kämpade i domstol för att befria sig från slaveriet.

## Biografi
Mani föddes 1984 i Niger. Hon såldes som slav vid tolv års ålder för 500 dollar. Slaveri är sedan 2003 olagligt i Niger, men det är fortfarande förekommande i landet. Hon tvingades att arbeta på fälten och föda tre barn för sin herre, som hävdade att hon var hans fru och inte hans slav. Som ett resultat, anklagade han henne för bigami när hon gifte sig med en annan man. Mani dömdes för detta till fängelse i sex månader, men uppmuntrades att överklaga sin dom.
Med stöd av den nigeriska organisationen Timidria och senare den brittiska organisationen Anti-Slavery International stämde Mani Nigers regering vid domstolen Ecowas, eftersom de inte fått sina rättigheter enligt antislaverilagen skyddade.
Efter att hon fått domstolarna att acceptera hennes övertygelse tilldömdes hon USD 20 000 i skadestånd och hedrades senare med 2009 års International Women of Courage Award. Hon infördes samma år på Time Magazines lista över världens 100 mest inflytelserika personer.